# Spławie (Poznań)
Spławie – część Poznania na południowy wschód od centrum miasta, w obrębie osiedla samorządowego Szczepankowo-Spławie-Krzesinki. 

## Historia
W II okresie epoki brązu istniała osada, zlokalizowana pomiędzy dzisiejszymi ulicami Ostrowską i Poznańskie Sady. Osada ta związana była z kulturą trzciniecką.
Do niedawna o charakterze rolniczym, od kilkunastu lat Spławie ulega intensywnej zabudowie, stając się typową dzielnicą willową.
Administracyjnie tworzy, razem ze Szczepankowem i Krzesinkami, osiedle (o charakterze samorządu pomocniczego) Szczepankowo-Spławie-Krzesinki.

## Komunikacja
W latach 1902–1976 przez Spławie przebiegała linia wąskotorowej Średzkiej Kolei Powiatowej, tu też znajdowała się stacja (a właściwie przystanek) o nazwie Spławie Średzkie, a później Poznań Spławie Wąskotorowe.
Obecnie Spławie obsługiwane jest przez linie autobusowe MPK Poznań 154, 162 (poranne kursy w dni świąteczne) i nocną 220, oraz podmiejskie obsługiwane przez Zakład Komunalny w Kleszczewie: 431, 432 i 435.

## Atrakcje turystyczne
- zabytkowy Kościół św. Andrzeja Apostoła
- Dworski Rów (w rejonie ul. Gościnnej wpada do niego Łężynka)
- komonicznik skrzydlatostrąkowy[4] (jego występowanie stwierdzono na łąkach, między Spławiem a Kobylepolem w połowie lat 60. XX w.)
- szlak turystyczny Swarzędz - Spławie